# Medaglia mauriziana
La Medaglia mauriziana al merito di dieci lustri di carriera militare inizialmente denominata medaglia mauriziana è una onorificenza italiana conferita al compimento di cinquant'anni di Carriera militare.

## Storia
È stata istituita da re Carlo Alberto di Savoia re di Sardegna, tramite le Regie magistrali patenti del 19 luglio 1839, con il nome di Medaglia mauriziana pel merito militare di dieci lustri", e nel Regno d'Italia è stata disciplinata con regio decreto 21 dicembre 1924.
La Medaglia mauriziana fu sostituita dalla Repubblica italiana il 7 maggio 1954 con la legge n. 203 (modificata dalla legge 8 novembre 1956, n. 1327) e assunse il nome di Medaglia mauriziana al merito di dieci lustri di carriera militare.
Sono destinatari di tale riconoscimento gli ufficiali e sottufficiali dell'Esercito Italiano, della Marina Militare, dell'Aeronautica Militare, dell'Arma dei Carabinieri, della Guardia di Finanza. Agli ufficiali generali è riservata una medaglia da 52 mm di diametro, per gli ufficiali superiori e i sottufficiali da 37 mm.

## Conferimento

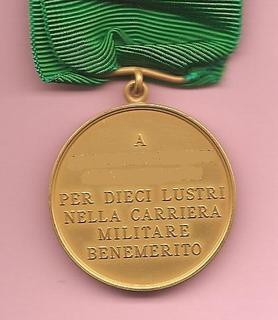
Retro della medaglia mauriziana

Viene conferita con decreto del presidente della Repubblica, su proposta del ministro della Difesa, per gli appartenenti alle Forze Armate; di concerto con i ministri dell'interno e delle finanze, negli altri casi. La Medaglia Mauriziana al merito di 10 lustri di Carriera Militare viene attualmente concessa su Decreto del Presidente della Repubblica per il compimento di dieci lustri di Carriera Militare (non di Servizio Militare).
Agli anni di Servizio effettivamente prestati si sommano il periodo di comando per intero ed i periodi di servizio nei Reparti Operativi nella misura del 50%. Inoltre è consentito aggiungere per intero - escludendoli quindi dal computo del Reparto Operativo - la partecipazione alle operazioni di pace in teatri operativi esteri - es. Libano, Afghanistan - Kosovo ecc. dal computo generale è necessario sottrarre tutte le assenze - aspettativa per malattia e tutti i Corsi.